# Johann Georg Steiner (Maler, 1746)
Johann Georg Steiner (* 25. April 1746 in Sonneberg; † 19. August 1830 ebenda) war ein deutscher Maler, Liederdichter und (Volks-)Liedersammler in Sonneberg in Thüringen.
Johann Georg Steiner entstammt einer Handwerkerfamilie. Wie sein Vater war er Schachtelmaler, für die sich im 18. Jahrhundert die Bezeichnung Wismutmaler durchsetzte. Außer Spanschachteln bemalten Wismutmaler Spielzeug und Miniaturmöbel, malten Bilder und stellten Wandmalereien in Kirchen und Schlössern her. Besonders bekannt wurde Johann Georg jedoch nicht als Maler, sondern durch seine umfangreiche handschriftliche Sammlung eigener und von fremder Hand stammender volkstümlicher Liedertexte. Bereits 1858 veröffentlichte der Sprachwissenschaftler August Schleicher (1821–1868) einen Teil der Lieder aus der Sammlung Steiners, deren Original verschollen ist. Weitere Abschriften von Liedern aus Steiners Sammlung konnten zu Lebzeiten Schleichers nicht mehr veröffentlicht werden und kamen 1913 in das Stadtarchiv von Sonneberg, blieben über beide Weltkriege erhalten und wurden dort von dem Thüringer Volksmusikforscher Horst Traut wiederentdeckt, so dass die Sammlung Steiners dennoch weitgehend überliefert ist.
Die Steinersche Liedertextsammlung – ein Bindeglied zwischen den Sammlungen der Mitte des 18. Jahrhunderts und den umfangreichen Volksliedsammlungen des 19. Jahrhunderts – ist eines der wichtigsten Dokumente der Volksliedkultur am Ende des 18. Jahrhunderts, denn sie wurde von ihrem Verfasser zum eigenen ständigen Gebrauch angefertigt und stammt im Gegensatz zu anderen Sammlungen nicht aus akademischen Kreisen, sondern aus der Schicht der Kleinbürger und Handwerker, gibt damit das Repertoire an Gesellschaftsliedern dieser Schicht zur Zeit der Aufklärung und französischen Revolution sehr authentisch wieder. In der Steinerschen Sammlung sind zudem mehrere sonst nirgends oder nur selten dokumentierte Liedertexte enthalten.
Johann Georgs älterer Bruder war der Sonneberger Bürgermeister und Chronist Johann Martin Steiner.